# 에큐메니안
에큐메니안은 대한민국의 기독교 인터넷 신문이다. 교회일치운동(에큐메니컬)을 표방한 중도·진보 기독교 매체로서 2004년에 창간되었다.